# Dever Orgill
Dever Orgill (Port Antonio, 8 de março de 1990) é um futebolista profissional jamaicano que atua como atacante, atualmente defende o IFK Mariehamn.